# Comuna Șcepaniv, Kozova
Șcepaniv (în ucraineană Щепанів) este o comună în raionul Kozova, regiunea Ternopil, Ucraina, formată din satele Bartoșivka și Șcepaniv (reședința).

## Demografie
Componența lingvistică a comunei Șcepaniv
     Ucraineană (99,69%)
     Alte limbi (0,15%)
Conform recensământului din 2001, majoritatea populației comunei Șcepaniv era vorbitoare de ucraineană (99,69%), existând în minoritate și vorbitori de alte limbi.